# Leandro Marín
Leandro Lucas Marín (Neuquén, 22 gennaio 1992) è un ex calciatore argentino, di ruolo difensore.

## Carriera

### Club
Marin esordì all'età di 14 anni nel club Neuquén y Centenario. Nel 2008 passò nelle giovanili del Boca Juniors, viene aggregato alla prima squadra a gennaio 2010. Fa il suo esordio in campionato il 12 aprile 2010 subentrando a Hugo Ibarra nella partita vinta 4-0 contro l'Arsenal di Sarandí. Sarà questa la sua unica partita in stagione.
Nella stagione 2010-2011 gioca invece 2 partite in campionato, mentre nell'annata successiva non colleziona presenze.
Torna in campo nel 2012-2013, giocando 7 partite.

### Nazionale
Nel 2009 ha fatto parte della nazionale Under-17 argentina.

## Palmarès

### Competizioni nazionali
- Campionato argentino: 2

Boca Juniors: Apertura 2011, 2015
- Copa Argentina: 1

Boca Juniors: 2011-2012